# آورو ۶۱۸ تن
آورو ۶۱۸ تن (به انگلیسی: Avro 618 Ten) یک هواپیمای ساختِ کارخانهٔ آورو در کشور بریتانیا است.